# Darlington (estação ferroviária)
Darlington é uma estação ferroviária da East Coast Main Line, servindo a cidade de Darlington, Condado de Durham, Inglaterra. Está localizada 232 milhas (370 km) ao norte de London King's Cross e situada entre as estações Northallerton, ao sul, e Durham, ao norte. Seu código ferroviário é DAR.
É uma parada importante para os serviços da East Coast Main Line, com trens operados pela London North Eastern Railway, CrossCountry e TransPennine Express, e é local de integração para os serviços da Northern para Bishop Auckland, Middlesbrough e Saltburn. 
Darlington é o local da primeira ferrovia a vapor comercial, a Stockton and Darlington Railway. O edifício da estação é uma estrutura vitoriana tombada pelo Patrimônio Histórico Inglês e vencedora do prêmio "Large Station of the Year" em 2005.

## História
A primeira ferrovia a passar pela área agora ocupada pela estação foi construída pela Stockton and Darlington Railway, que abriu seu ramal mineral de Albert Hill Junction em sua linha principal para Croft-on-Tees em 27 de outubro de 1829. Este ramal foi posteriormente comprado pela Great North of England Railway para incorporá-la em sua nova linha principal de York, que chegou à cidade em 30 de março de 1841. Uma empresa separada, a Newcastle & Darlington Junction Railway, continuou a nova linha principal para o norte em direção a Ferryhill e Newcastle, abrindo sua rota três anos depois, em 19 de junho de 1844. Ela cruzou o S&D em Parkgate Junction por meio de uma passagem plana que, nos anos seguintes, se tornaria uma espécie de dor de cabeça operacional para a North Eastern Railway e a London North Eastern Railway. A estação original de Bank Top, onde as duas rotas se encontravam, era um empreendimento modesto, que foi reconstruído em 1860 para acomodar os níveis crescentes de tráfego na linha principal. Em meados da década de 1880, mesmo essa estrutura de substituição foi considerada inadequada e, portanto, a North Eastern embarcou em uma grande atualização das instalações na área. Isso incluiu uma nova estação ornamentada com um impressionante telhado de três vãos em Bank Top, novos desvios e linhas de mercadorias ao lado, e uma nova linha de conexão do extremo sul da estação (Polam Junction) para atender a linha original da S&D em direção a Middlesbrough em Oak Tree Junction, perto de Dinsdale. Essas melhorias foram concluídas em 1º de julho de 1887, quando a antiga rota oeste de Oak Tree foi fechada para passageiros (embora tenha permanecido em uso para cargas até 1967).  

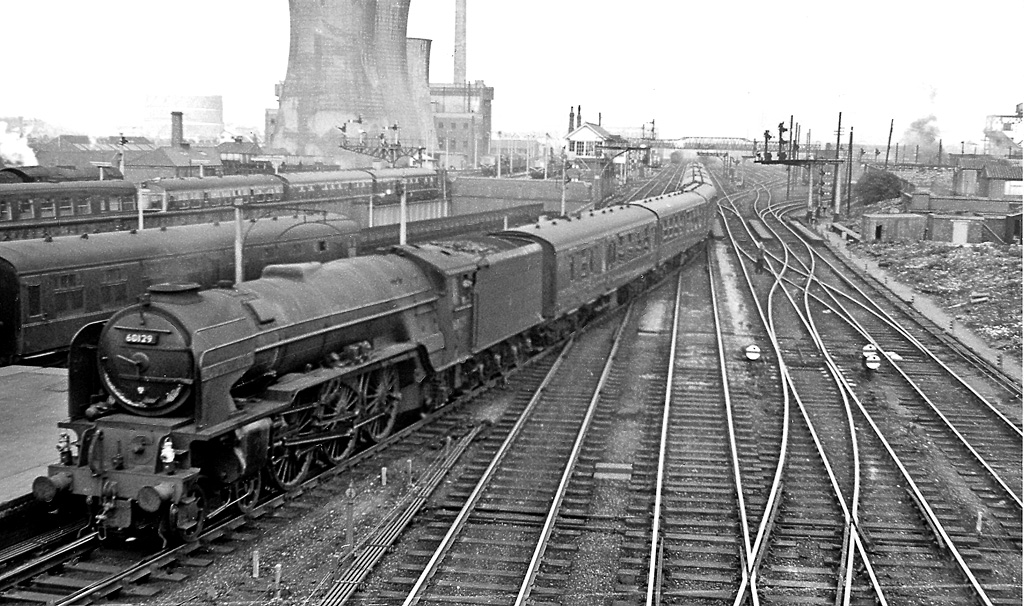
Locomotiva modelo 60129 Guy Mannering chegando à Darlington em 1961

A nova estação, com sua ampla plataforma de ilha, foi projetada por Thomas Elliot Harrison, engenheiro-chefe, e William Bell, arquiteto da North Eastern Railway. Sua construção teve um custo estimado de £81.000 (equivalente, em 2021, a £9.58 milhões). Logo se tornou um cruzamento movimentado na principal rota da Costa Leste da Inglaterra, graças às suas ligações ferroviárias para Richmond (inaugurado em 1846), Barnard Castle e Penrith (1862/65), e a Tees Valley Line para Bishop Auckland (1842) e Saltburn (1861).

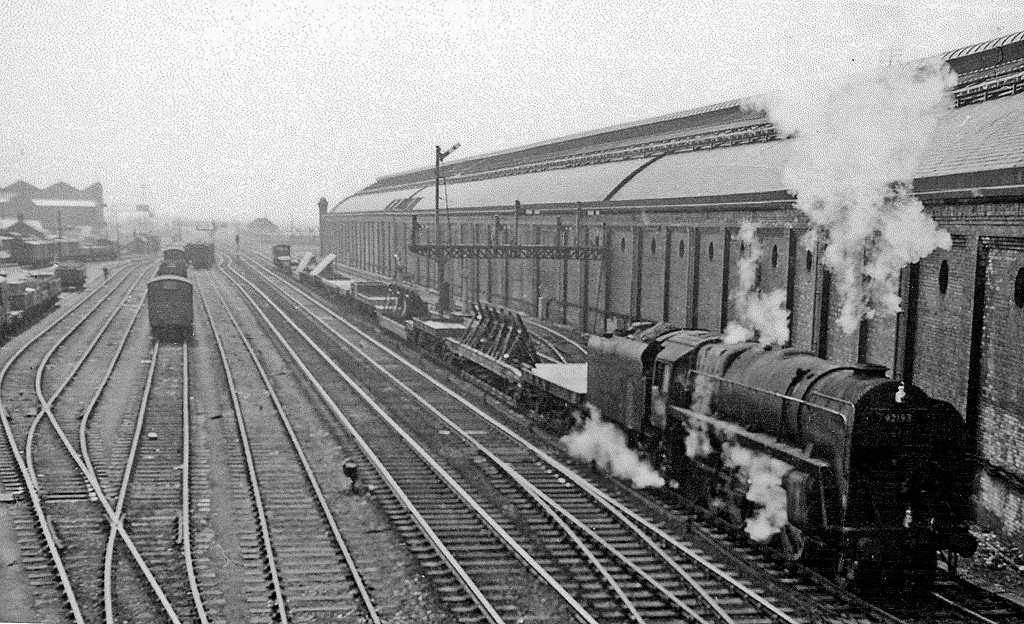
Movimentação de trens de carga em Darlington em 1961

As linhas para Penrith (fechadas em 1962), Barnard Castle (1964) e Richmond (1969) já desapareceram (juntamente com as baías no extremo norte da estação, agora usadas para estacionamento de carros). Já a linha principal (eletrificada em 1991) e a rota de Tees Valley continuam ocupadas. Também é possível viajar para Catterick Garrison e Richmond a partir daqui, por meio de ônibus operados pela Arriva North East (que possuem acordos de emissão de bilhetes da National Rail). A mesma empresa também operou o serviço de ônibus Sky Express para o Aeroporto Internacional de Teesside (antigo Aeroporto de Durham - Tees Valley) a partir da estação, mas este foi retirado em janeiro de 2009 devido ao declínio da demanda.

### Mestres da estação
- Thomas Waldie: 1840–1866[8]
- Robert Wood: 1867–1873[9]
- Richard Thompson: 1874–1878
- James Bell: 1878–1900[10]
- Thomas William Smith: 1900–1902[11] (afterwards station master at Sunderland)
- G. H. Stephenson: 1902[12]
- George W. T. Laidler: 1902[13] - 1907
- J. Pattinson: 1907
- Matthew William Seymour: 1907–1912 (antigo Mestre de Estação de Bishop Auckland, posteriormente exercendo o mesmo posto em Boroughbridge)
- T. Pearce: 1912–1920
- Irving Richard Beeby MBE: 1920–1931
- Edwin Weavers: 1932–1941[14] (antigo Mestre de Estação de Middlesbrough)
- Thomas Allen: 1942[15]–1949 (antigo Mestre de Estação de Sunderland)
- W. Lake: 1950
- W. H. Campbell: 1950–1952 (posteriormente Mestre de Estação de Newcastle)
- W. J. Thomas: 1952–1956
- George Renton: 1956[16]
- N. Darby: 1963–????
- T. Hutchinson: 1965
- S. F. Potts: 1965–????

## Acidentes and incidentes
- Em 16 de Novembro de 1910, um trem expresso de carga ultrapassou os sinais e se envolveu em uma colisão traseira com outro trem de carga.[17]
- Em 27 de Junho de 1928, um trem de encomendas e um trem de excursão se envolveram em uma colisão frontal. Vinte e cinco pessoas morreram e 45 ficaram feridas.[18]
- Em 11 de Dezembro de 1968, um trem expresso de Newcastle para London Kings Cross descarrilou no extremo sul da estação depois de passar um sinal de perigo. Ninguém foi ferido.[19]
- Em 16 de Fevereiro de 1977, um trem expresso de passageiros rebocado por uma locomotiva modelo British Rail Class 55 colidiu com um trem vazio após não conseguir parar em Darlington. O guarda do expresso ficou levemente ferido. O acidente foi causado por uma falha nos freios dos vagões, que ficaram isolados enquanto o trem estava se movendo. O trem colidiu com um objeto nos trilhos, o que fez com que a tampa do motor de tração se soltasse. Este atingiu a manivela da torneira de isolação do freio, fechando-a e, assim, separando os freios entre a locomotiva e o trem. Após a colisão, o trem foi desviado para a Tees Valley Line, onde foi interrompido pela operação do cabo de comunicação em um dos vagões.[20]
- Em 3 de Outubro de 2009, uma unidade British Rail Class 142, operada pela Northern Rail, atingiu a extremidade traseira de um serviço de partida da National Express East Coast. Três passageiros do trem da Northern Rail foram levados ao hospital com ferimentos leves.[21][22]

## Instalações

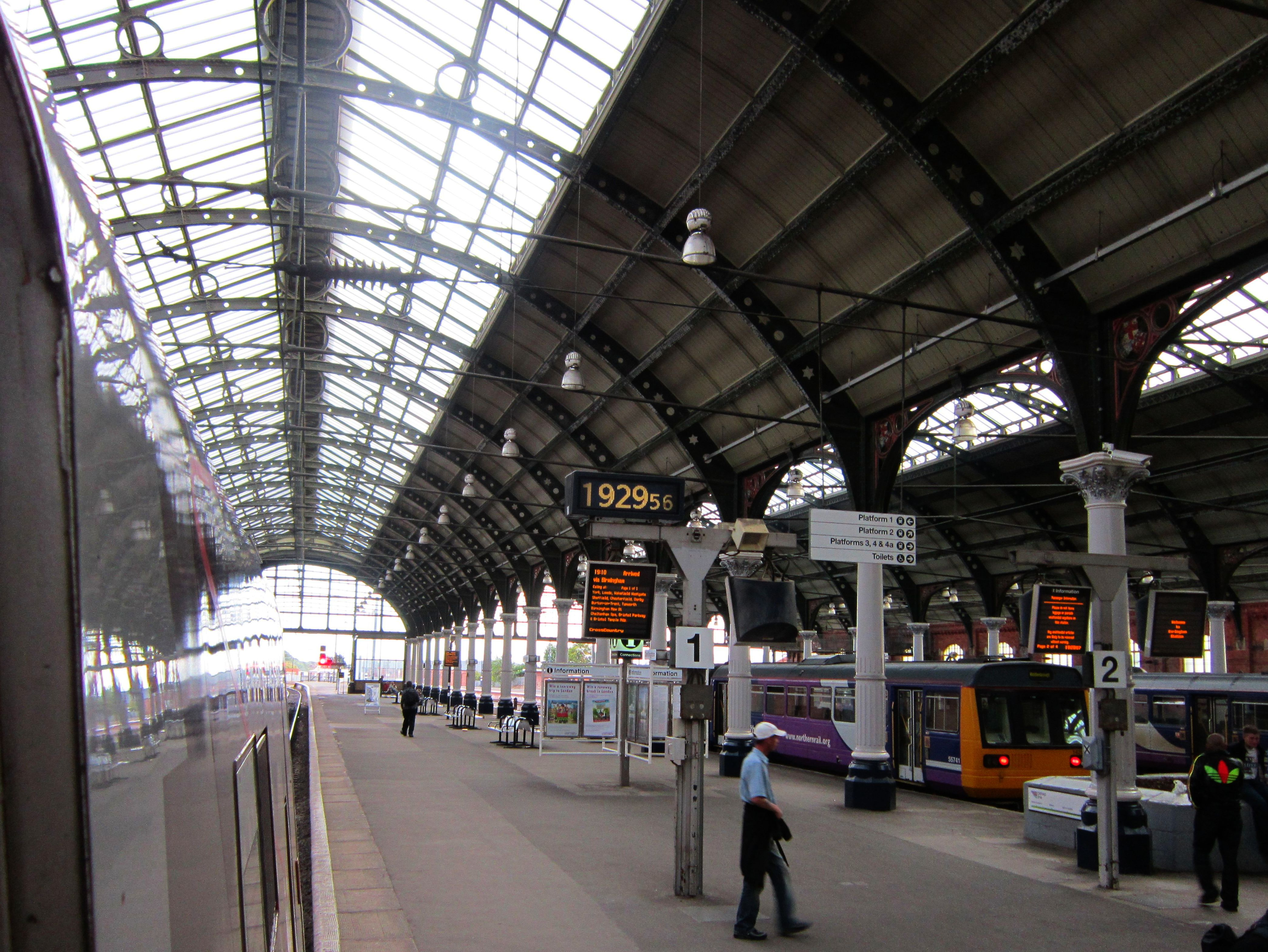
Plataformas 1 e 2

A estação está totalmente equipada; a bilheteria está aberta durante toda a semana (06:00-20:00/21:00 durante a semana, 06:30-19:45 aos sábados e 07:45-20:00 aos domingos). Há uma sala de espera e um lounge de primeira classe na plataforma, com o lounge aberto todos os dias das 06:00 às 20:00 (exceto aos domingos, quando abre às 08:00). Máquinas de autoatendimento também estão disponíveis para uso fora do horário de funcionamento do escritório de reservas e para retirada de bilhetes pré-pagos. Vários pontos comerciais estão localizados nos edifícios principais, incluindo um café, mercearias e quiosques. Máquinas de venda automática, banheiros, cabine de fotos, telefone público e caixas eletrônicos também são fornecidos. As informações sobre o funcionamento dos trens são ofertadas por meio de displays digitais, anúncios e cartazes de horários.

## Serviços
Darlington é bem servida por trens da East Coast Main Line, com serviços regulares no sentido sul para London King's Cross, em Londres, via York, e no sentido norte para as estações Newcastle Central e Edinburgh Waverley, operadas pela London North Eastern Railway. Dois trens por hora correm rumo ao sul, para a capital inglesa, e rumo ao norte, para a cidade de Newcastle, durante a maior parte do dia, com serviços de hora em hora para Edimburgo, na Escócia. Existem também vários serviços diários para Aberdeen, e também serviços diários diretos para Stirling (dois) e Inverness (um), estas três também cidades escocesas. Devido à introdução dos novos horários da East Coast Main Line em 22 de maio de 2011, a London North Eastern agora oferece apenas um serviço direto diário entre as estações London King's Cross e Glasgow Central, com escala em Darlington. O serviço no sentido norte, para Glasgow, sai de Darlington às 18h09, e o serviço para o sul, vindo da capital da Escócia, chega a Darlington às 10h.
Os serviços da CrossCountry entre Edinburgh Waverley, Newcastle Central e Sheffield, Birmingham New Street e além (Reading e Southampton Central, e para Bristol Temple Meads, Exeter St Davids, Plymouth e Penzance) também fazem parada em Darlington duas vezes por hora. Certos trens da CrossCountry se estendem além de Edimburgo, para Glasgow Central, Dundee ou Aberdeen.
A TransPennine Express opera dois trens por hora em cada direção. Para o Norte, um serviço vai para Newcastle com um segundo estendendo-se para Edinburgh Waverley. No sentido Sul, um serviço vai para Liverpool Lime Street via York, Leeds, Huddersfield, Manchester Victoria e Newton-le-Willows, e um segundo para o Aeroporto de Manchester (Estação Manchester Airport) via Ordsall Chord. Há também um serviço de trem de manhã cedo para Redcar Central via Middlesbrough.
A Northern opera seus trens da Tees Valley Line duas vezes por hora para Middlesbrough, Redcar Central e Saltburn (de hora em hora aos domingos), enquanto a filial de Bishop Auckland tem um serviço a cada hora (inclusive aos domingos). A empresa também opera dois trens diretos aos domingos de/para Stockton e Hartlepool.

## Plataformas
A estação ferroviária de Darlington possui cinco plataformas principais:
- Plataforma 1: Esta é a principal plataforma no sentido sul, com (por ordem de frequência) serviços da London North Eastern Railway para York e London King's Cross, serviços da CrossCountry para Reading e Southampton Central ou Birmingham New Street e Plymouth, via York e Leeds, serviços da TransPennine Express para o Aeroporto de Manchester e Manchester Piccadilly ou Liverpool Lime Street, via York e Leeds, e serviços do norte para Saltburn via Middlesbrough, de Bishop Auckland;

- Plataformas 2 e 3: Essas plataformas são baías voltadas para o sul usadas exclusivamente pelos serviços da Northern que terminam em Darlington, vindos de Saltburn e Middlesbrough. A plataforma 2 é usada com mais frequência. Os trens da TransPennine Express também terminam nas Plataformas 2 e 3 quando há atrasos para permitir que eles executem seus serviços no sentido sul no tempo;

- Plataforma 4: Esta é a principal plataforma no sentido norte, com (em ordem de frequência) serviços da London North Eastern Railway para Newcastle Central, Edinburgh Waverley e Glasgow Central, serviços da CrossCountry também para Newcastle, Edimburgo e Glasgow, serviços da TransPennine Express para Newcastle e serviços da Northern para Bishop Auckland;

- Plataforma 4a: Esta é uma extensão sul da plataforma 4 que atende aos trens que esperam em Darlington, de modo que eles possam ser contornados por trens que param na plataforma 4. É a única plataforma que não está sob o teto da estação. É usado predominantemente pelos serviços da Northern para Bishop Auckland. Desde a introdução das locomotivas Classe 802, a TransPennine Express usa a Plataforma 4a caso necessite terminar mais cedo enquanto estiver usando um desses trens, pois as Plataformas 2 e 3 não estão eletrificadas.

## Futuro
Como parte da Metro de Tees Valley, duas novas plataformas deveriam ser construídas na extremidade leste da estação principal. Haveria um total de quatro trens por hora, para Middlesbrough e Saltburn pela Tees Valley Line, e os trens não precisariam cruzar a East Coast Main Line quando as novas plataformas fossem construídas. O projeto do Tees Valley Metro foi, no entanto, cancelado.
Os serviços na filial de Bishop Auckland também devem ser melhorados a cada hora ao longo do dia, como parte da franquia Northern (concedida à Arriva Rail North em dezembro de 2015) a partir da mudança de horário de dezembro de 2017.

### Alta Velocidade 2 (HS2)
O novo projeto ferroviário de alta velocidade no Reino Unido, batizado High Speed 2, está planejado para passar por Darlington assim que a Fase 2b (HS2 Phase 2b) estiver concluída, e funcionará na East Coast Main Line à partir de York e Newcastle. A estação de Darlington terá duas novas plataformas construídas para os trens HS2 na Linha Principal, já que a estação é construída ao lado da ECML para permitir a passagem de serviços de carga.
O HS2 Phase 2b está programado para começar a ser executado no final de 2033.